# Rabobank Cycling Team/Saison 2011

Trikot 2011

Dieser Artikel listet Erfolge und Mannschaft des Rabobank Cycling Teams in der Saison 2011 auf.

## Erfolge in der UCI WorldTour
In den Rennen der Saison 2011 der UCI WorldTour gelangen die nachstehenden Erfolge.
| Datum      | Rennen                             | Fahrer            |
| ---------- | ---------------------------------- | ----------------- |
| 20. Januar | 3. Etappe Tour Down Under          | Michael Matthews  |
| 9. März    | 1. Etappe Tirreno–Adriatico (MZF)  | Rabobank          |
| 11. Mai    | 5. Etappe Giro d’Italia            | Pieter Weening    |
| 5. Juni    | Prolog Critérium du Dauphiné (EZF) | Lars Boom         |
| 16. Juni   | 6. Etappe Tour de Suisse           | Steven Kruijswijk |
| 10. Juli   | 9. Etappe Tour de France           | Luis León Sánchez |

## Erfolge in der UCI Asia Tour
In den Rennen der Saison 2011 der UCI Asia Tour gelangen die nachstehenden Erfolge.
| Datum           | Rennen                     | Kat. | Fahrer        |
| --------------- | -------------------------- | ---- | ------------- |
| 6. Februar      | Prolog Tour of Qatar       | 2.1  | Lars Boom     |
| 15. Februar     | 1. Etappe Tour of Oman     | 2.1  | Theo Bos      |
| 17. Februar     | 3. Etappe Tour of Oman     | 2.1  | Theo Bos      |
| 18. Februar     | 4. Etappe Tour of Oman     | 2.1  | Robert Gesink |
| 19. Februar     | 5. Etappe Tour of Oman     | 2.1  | Robert Gesink |
| 15.–20. Februar | Gesamtwertung Tour of Oman | 2.1  | Robert Gesink |

## Erfolge in der UCI Europe Tour
In den Rennen der Saison 2011 der UCI Europe Tour gelangen die nachstehenden Erfolge.
| Datum           | Rennen                                           | Kat. | Fahrer              |
| --------------- | ------------------------------------------------ | ---- | ------------------- |
| 23. Februar     | 4. Etappe Ruta del Sol                           | 2.1  | Óscar Freire        |
| 24. Februar     | 5. Etappe Ruta del Sol                           | 2.1  | Óscar Freire        |
| 26. Februar     | Omloop Het Nieuwsblad                            | 1.HC | Sebastian Langeveld |
| 4. März         | 1. Etappe Murcia-Rundfahrt                       | 2.1  | Michael Matthews    |
| 25. April       | Rund um Köln                                     | 1.1  | Michael Matthews    |
| 5. Juni         | Tour de Rijke                                    | 1.1  | Theo Bos            |
| 10. Juni        | Prolog Delta Tour Zeeland                        | 2.1  | Jos van Emden       |
| 22. Juni        | Niederländische Meisterschaft – Einzelzeitfahren | CN   | Stef Clement        |
| 24. Juni        | Spanische Meisterschaft – Einzelzeitfahren       | CN   | Luis León Sánchez   |
| 7. August       | 6. Etappe Dänemark-Rundfahrt                     | 2.HC | Theo Bos            |
| 19. August      | Dutch Food Valley Classic                        | 1.1  | Theo Bos            |
| 13. September   | 3. Etappe Tour of Britain                        | 2.1  | Lars Boom           |
| 16. September   | 6. Etappe Tour of Britain                        | 2.1  | Lars Boom           |
| 12.–18. Februar | Gesamtwertung Tour of Britain                    | 2.1  | Lars Boom           |

## Erfolge beim Cyclocross
In den Rennen der Saison 2010/11 der Cyclocross Tour gelangen die nachstehenden Erfolge.
| Datum        | Rennen                               | Fahrer    |
| ------------ | ------------------------------------ | --------- |
| 5. Dezember  | Grand Prix Julien Cajot, Leudelingen | Lars Boom |
| 26. Dezember | UCI-Weltcup, Heusden-Zolder          | Lars Boom |
| 9. Januar    | Niederländische Meisterschaft        | Lars Boom |

## Zugänge – Abgänge
| Zugänge           | Team 2010            | Abgänge            | Team 2011            |
| ----------------- | -------------------- | ------------------ | -------------------- |
| Luis León Sánchez | Caisse d’Epargne     | Joost Posthuma     | Team Leopard-Trek    |
| Carlos Barredo    | Quick Step           | Tom Stamsnijder    | Team Leopard-Trek    |
| Maarten Wynants   | Quick Step           | Nick Nuyens        | Saxo Bank SunGard    |
| Matti Breschel    | Team Saxo Bank       | Mauricio Ardila    | Geox-TMC             |
| Theo Bos          | Cervélo TestTeam     | Dmitri Kosontschuk | Geox-TMC             |
| Tom Slagter       | Rabobank Continental | Denis Menschow     | Geox-TMC             |
| Coen Vermeltfoort | Rabobank Continental | Koos Moerenhout    | Karriereende         |
| Michael Matthews  | Team Jayco-Skins     | Kai Reus           | Cyclingteam de Rijke |

## Mannschaft
| Name                | Geburtstag         | Nationalität |              |
| ------------------- | ------------------ | ------------ | ------------ |
| Carlos Barredo      | 5. Juni 1981       | Spanien      |              |
| Lars Boom           | 30. Dezember 1985  | Niederlande  |              |
| Theo Bos            | 22. August 1983    | Niederlande  |              |
| Matti Breschel      | 31. August 1984    | Dänemark     |              |
| Graeme Brown        | 9. April 1979      | Australien   |              |
| Stef Clement        | 24. September 1982 | Niederlande  |              |
| Laurens ten Dam     | 13. November 1980  | Niederlande  |              |
| Jos van Emden       | 18. Februar 1985   | Niederlande  |              |
| Rick Flens          | 11. April 1983     | Niederlande  |              |
| Óscar Freire        | 15. Februar 1976   | Spanien      |              |
| Juan Manuel Gárate  | 24. April 1976     | Spanien      |              |
| Robert Gesink       | 31. Mai 1986       | Niederlande  |              |
| Steven Kruijswijk   | 7. Juni 1987       | Niederlande  |              |
| Sebastian Langeveld | 17. Januar 1985    | Niederlande  |              |
| Tom Leezer          | 26. Dezember 1985  | Niederlande  |              |
| Paul Martens        | 26. Oktober 1983   | Deutschland  |              |
| Michael Matthews    | 26. September 1990 | Australien   |              |
| Bauke Mollema       | 26. November 1986  | Niederlande  |              |
| Grischa Niermann    | 3. November 1975   | Deutschland  |              |
| Luis León Sánchez   | 24. November 1983  | Spanien      |              |
| Tom Slagter         | 1. Juli 1989       | Niederlande  |              |
| Bram Tankink        | 3. Dezember 1978   | Niederlande  |              |
| Maarten Tjallingii  | 5. November 1977   | Niederlande  |              |
| Coen Vermeltfoort   | 11. April 1988     | Niederlande  |              |
| Pieter Weening      | 5. April 1981      | Niederlande  |              |
| Dennis van Winden   | 2. Dezember 1987   | Niederlande  |              |
| Maarten Wynants     | 13. Mai 1982       | Belgien      |              |
| Stagiaires          | Stagiaires         | Nationalität | Nationalität |
| Jetse Bol           | Jetse Bol          | Niederlande  |              |
| Marc Goos           | Marc Goos          | Niederlande  |              |